# Xã Logan, Quận Sanborn, Nam Dakota
Xã Logan (tiếng Anh: Logan Township) là một xã thuộc quận Sanborn, tiểu bang Nam Dakota, Hoa Kỳ. Năm 2010, dân số của xã này là 133 người.